# Ardenneroffensiven
Ardenneroffensiven är den månadslånga motoffensiv som den tyska armén ingående i Heeresgruppe B (armégrupp B) utförde i Ardennerna i södra Belgien mot de västallierades styrkor den 16 december 1944 till den 25 januari 1945 under slutet av andra världskriget. Slaget anses som ett av de blodigaste slagen i amerikansk militär historia. I det engelska språket benämns slaget oftast som Battle of the Bulge (Bulge=utbuktning). Det tyska kodnamnet för offensiven var Unternehmen Wacht am Rhein ("operation vakt vid Rhen"), vilket strax före offensiven ändrades till Unternehmen Herbstnebel ("operation Höstdimma"). Slaget benämns också ibland Rundstedtoffensiven med hänvisning till den tyska fältmarskalken Gerd von Rundstedt som då var överbefälhavare över de tyska styrkorna på västfronten.
Väderförhållandena under slaget var mycket krävande med bland annat snöstormar, gyttja, underkylt regn och tjock dimma.
Offensiven anges ibland felaktigt som tyskarnas sista större offensiv under andra världskriget, dock kan Ardenneroffensiven anses som Tysklands sista försök att vända krigslyckan under andra världskriget. Parallellt med Ardenneroffensiven genomförde tyska flygvapnet (Luftwaffe) en sista flygoffensiv för att återta initiativet i flygkriget mot de allierade, Operation Bodenplatte. Söder om Ardennerna påbörjades en mindre och inte lika välkänd tysk offensiv den 1 januari 1945, Operation Nordwind.

## Bakgrund
Under sensommaren 1944 hade Tyskland drabbats av mycket svåra militära nederlag både på östfronten (Operation Bagration) och västfronten i Normandie. De västallierade och Röda armén närmade sig Tredje rikets öst- respektive västgräns. Tyskland fick under hösten 1944 ett andrum på grund av att både de västallierade och Röda Arméns offensiver avstannade främst på grund av brist på underhåll. Det stod dock klart att Tyskland skulle förlora kriget om de inte lyckades gå till motoffensiv och återta initiativet.
Idén att gå till motoffensiv var i mycket stor utsträckning Adolf Hitlers egen, många av hans generaler ansåg att den tyska armén var för svag för att genomföra en större offensiv efter alla nederlag under sommaren-hösten 1944. Västfronten valdes som den lämpligaste fronten att gå till motoffensiv på. Hitler menade att inte ens en stor seger på östfronten skulle rubba det strategiska förhållandet gentemot Röda Armén och fronten i Italien valdes bort bland annat på grund av olämplig terräng.
Grundtanken med offensiven, som Hitler lade fram redan den 16 september på en lägeskonferens, var att bryta igenom de allierades relativt svagt bemannade frontavsnitt i Ardennerna (Ardennerna sågs som ett "lugnt" frontavsnitt) och fortsätta mot Antwerpen och i princip återupprepa segern från 1940. Hitler hoppades att en stor seger på västfronten skulle möjliggöra ett andrum som tillät att resurser kunde föras över till östfronten för att stoppa Röda Armén. Hitler hoppades också att den missämja och de slitningar som fanns mellan de brittiska och amerikanska styrkorna, bland annat mellan de högsta befälhavarna Dwight D. Eisenhower och Montgomery, skulle öka om de utsattes för ett nederlag och därigenom leda till en brytning mellan USA och Storbritannien. Författare har påpekat att Hitlers politiska och psykologiska överväganden inför offensiven i stort var korrekta. Samtidigt hade de tyska officerare som protesterade sannolikt rätt i att Tysklands resurser var alltför små för att sätta igång en offensiv med så stora ambitioner. Dock visar nyare forskning i tyska dokument att många av de högre befälen godtog offensivplanen, ibland till och med med viss entusiasm. Fältmarskalk Model ansåg t.ex. att Antwerpen skulle kunna nås "om man lyckades totalt överrumpla fienden och om samtliga utlovade förband faktiskt också fanns till hands". General Hasso von Manteuffel menade att de tyska anfallsförbanden borde kunna nå floden Meuse på fyra till sex dagar "om allt gick väl".
Många högre tyska officerare hävdade efter kriget att de hävdat att de rent militära realiteterna bakom planen var mycket tveksamma, men detta synes i flera fall vara en efterhandskonstruktion av vad de verkligen ansåg på den tiden. Planen var dock förmodligen överambitiös med hänsyn till Tysklands försvagade militära styrka. Wehrmacht hade antagligen inte sent under 1944 den styrka som krävdes för att offensiven skulle lyckas fullt ut. Adolf Hitler ansåg trots detta att det var nödvändigt att gå till offensiv, från hans synvinkel var det den sista chansen att rädda Tyskland från totalt nederlag. Planen var att kasta de allierade tillbaks i Atlanten genom en klassisk Blitzkrieg-taktik. Att den tyska planen gick ut på att erövra allierat drivmedel är dock en myt, vilket bl.a. von Manteuffel har klargjort.
Tyskland erhöll ett visst andrum under hösten 1944 då både de västallierades och Röda Arméns framryckning mattades av på grund av främst problem med långa underhållsvägar. Trots den allierade bomboffensiven mot tyska fabriker och landets infrastruktur gick den tyska krigsproduktionen på högvarv vilket innebar att stora mängder ny krigsmateriel kunde tillföras de enheter som slagits sönder under sommarens nederlag. Under hösten 1944 drogs de illa tilltygade tyska pansardivisionerna som hade stridit i Normandie ur frontlinjen och erhöll ny utrustning och manskap. Samtidigt sattes flera nya divisioner upp (Volksgrenadier-divisioner). Tysklands krigsmakt, Wehrmacht, återhämtade sig påtagligt de tre sista månaderna av 1944. De effektiva och fortfarande fullt fungerande tyska järnvägarna (Deutsche Reichsbahn) var en förutsättning för att tyskarna kunde koncentrera tillräckligt mycket underhåll inför offensiven. Tyskarna var mycket noggranna med att dölja alla förberedelser inför offensiven, vilket i stort sett lyckades. Bland annat skedde truppförflyttningar och tågtransporter till utgångsläge inför offensiven gradvis och enbart under dygnets mörka timmar. Stor omsorg lades också vid att hemlighålla den kommande offensiven för de egna trupperna. Detta fick bland annat till följd att tyska officerare på lägre och mellannivå (regemente och nedåt) fick bristfälligt med tid att förbereda sina enheter för den kommande uppgiften eftersom de fick reda på sin uppgift först cirka ett dygn före offensivens början.
Uppladdningen inför Ardenneroffensiven är ett tydligt exempel på tyska krigsmaktens stora förmåga att återhämta sig trots de mycket stora nederlagen. Den tyska stridsmoralen bland soldater och lägre befäl var påfallande hög inför offensiven, "bättre än i början av kriget", enligt överste Joachim Gutmann i 2. pansardivisionen.
Även om sommarens optimism bland de allierade (många trodde att kriget skulle vara slut före årsskiftet 1944/45) hade mattats av på grund av det hårdnande tyska motståndet, var den allmänna uppfattningen bland de högre allierade befälhavarna, att den tyska armén inte var kapabel till större offensiva operationer. Man underskattade helt enkelt Wehrmacht. Därför togs de allierade med överraskning när offensiven inleddes. Det var en viktig orsak till de tyska framgångarna under offensivens första vecka. En annan viktig orsak till framgången var det dåliga vädret vilket innebar att de allierade inte kunde utnyttja sitt överlägsna flyg fullt ut.

## De tyska och allierade styrkorna

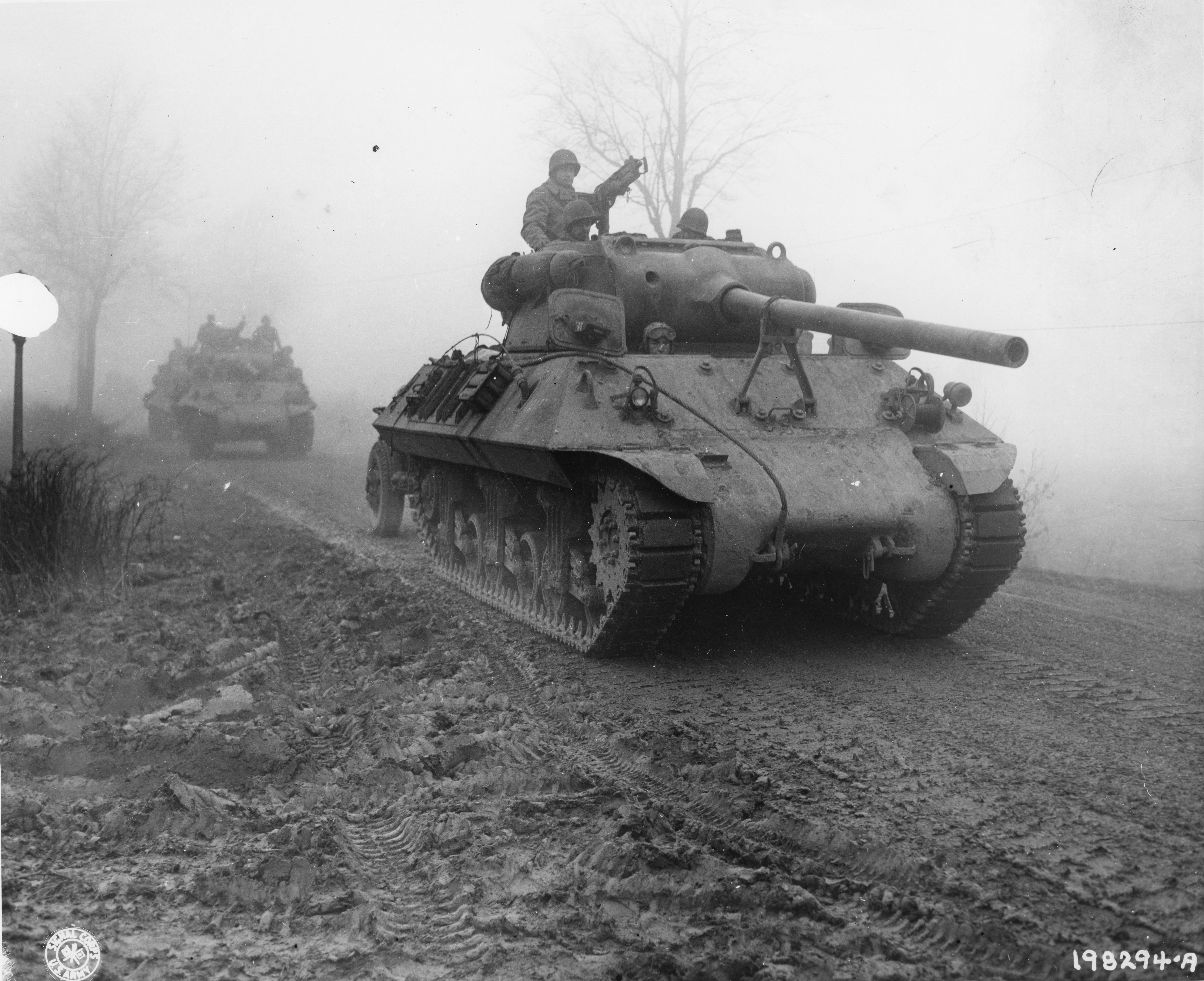
Amerikanska pansarvärnskanonvagn av typen M36 Jackson framrycker mot frontlinjen under Ardenneroffensiven.

Tre tyska arméer drogs samman för offensiven – 6. SS pansararmén (chef Sepp Dietrich), 5. pansararmén (chef general Hasso von Manteuffel) och 7. armén (chef general Erich Brandenberger). Sammanlagt ingick 22 divisioner, varav fem pansardivisioner, i den första anfallsvågen. 702 stridsvagnar och pansarvärnskanonvagnar sattes in i det första anfallet den 16 december.Samtliga tyska divisioner var relativt utvilade och hade ofta mellan 75 och 90% av full styrka vid offensivens igångsättande. Dock rådde stor skillnad i kvalitet mellan olika enheter vilket avspeglade det faktum att Tyskland varit i krig i fem år och började lida stor brist på utbildat manskap. Det rådde särskilt stor brist på erfarna och välutbildade officerare på kompani- och plutonsnivå liksom underofficerare. Även om stridsmoralen generellt var hög var ofta infanteriets utbildning i strid bristfällig. Många tyska soldater hade nyligen överförts från Luftwaffe eller den tyska marinen och hade kort utbildning i markstrid. Det innebar att de ofta uppträdde klumpigt och med onödigt stora förluster och de misslyckades med att kringgå och infiltrera amerikanskt motstånd, vilket välutbildat tyskt infanteri tidigare i kriget hade klarat av (se infiltrationstaktik). Dock var utrustningen överlag av mycket god kvalitet. De tyska divisionerna i Ardennerna var utrustade med bland annat Panther-stridsvagnar, Nebelwerfer raketkastare och Panzerfaust pansarskott. Infanteriet var rikligt utrustat med automatvapen, bland annat MG 42 kulsprutor och StG-44 automatkarbiner. Dock rådde det stor brist på transportfordon.

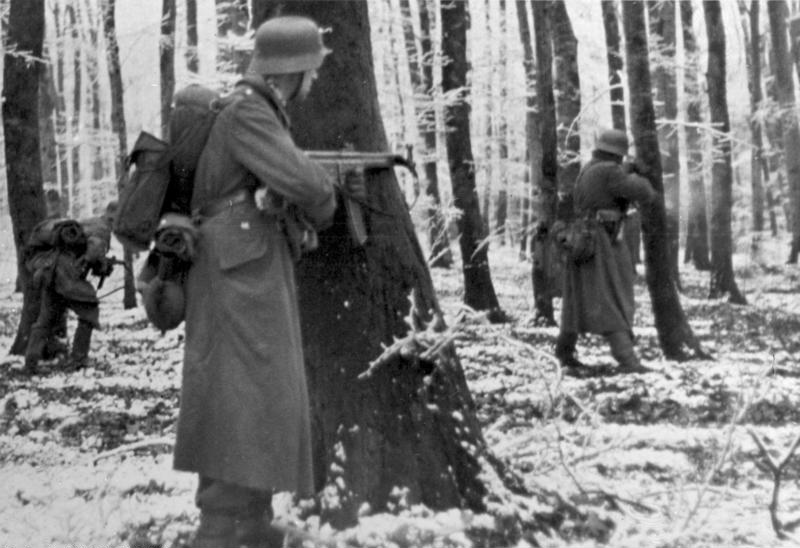
Tyska soldater under striderna i Ardennerna i december 1944.

De amerikanska styrkorna som försvarade Ardenner-avsnittet utgjordes vid offensivens början av sex divisioner, varav en pansardivision. De amerikanska förbanden ingick i den 1. armén, under generallöjtnant Courtney Hodges. Flera av de amerikanska divisionerna hade inte varit i strid tidigare, andra hade förlagts vid området för att återhämta sig och erhålla ersättningsmanskap. Tyskarna hade alltså ett kraftigt numerärt överläge vid offensivens början.
De amerikanska förbanden hade överlag sämre stridsvagnar än tyskarna. M4 Shermans prestanda var jämförbar med tyskarnas Panzer IV, men var gravt underlägsen tyskarnas vanligaste stridsvagn, Panther. Amerikanerna hade vid offensivens början 502 Shermanstridsvagnar, 255 Stuartstridsvagnar och 410 pansarvärnskanonvagnar vid Ardenner-avsnittet. Amerikanarna hade också ofta sämre infanterivapen än tyskarna. Dessutom hade de amerikanska infanteridivisionerna relativt sett för få stridande soldater i förhållande till underhålls- och understödspersonal vilket innebar att divisionerna var känsliga för förluster eftersom större delen av förlusterna drabbade de stridande skyttesoldaterna.
Amerikanska arméns största styrka var dess fältartilleri. Tyskarna hade ända sedan 1942 sett ner på det amerikanska infanteriet men fruktat artilleriet. Det amerikanska artilleriet var tveklöst andra världskrigets bästa med många och bra artilleripjäser, gott om ammunition samt kort tid från målupptäckt till bekämpning. Ofta var det det amerikanska artilleriet, inte infanteri eller stridsvagnar, som genom träffsäker och kraftsamlad indirekt eld stoppade tyska anfall.

## Specialoperationer
I planen ingick även att sända tyska kommandosoldater i amerikanska uniformer bakom amerikanarnas frontlinje för att sprida förvirring och desinformation (se Operation Greif). Denna operation skapade en hel del oreda bland amerikanarna den första veckan av offensiven. En mindre luftlandsättningsoperation genomfördes också (se Operation Stösser), dock utan framgång.

## Slagets förlopp

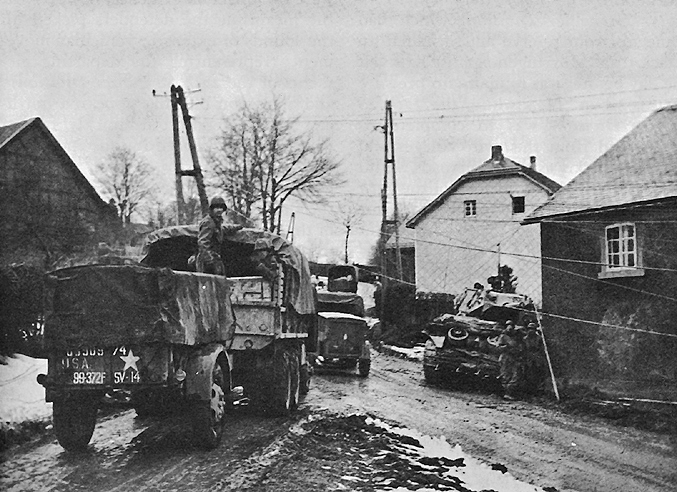
Lastbilar tillhörande 99th Infantry Division passerar genom Wirtzfeld under reträtten mot ställningar vid Elsbornåsen.

Offensiven inleddes tidigt på morgonen 16 december. Hitler hade insisterat på att infanteridivisioner skulle bryta igenom de första försvarslinjen för att låta de oskadda pansardivisionerna följa upp genombrottet med en framryckning mot Antwerpen. Nackdelen med detta förfarande var att pansarförbanden riskerade att fördröjas av trafikstockningar orsakade av de infanteriförband som skulle bryta igenom första linjen. Detta förfarande skiljde sig markant från offensiven genom Ardennerna 1940 där trupperna som utnyttjade genombrottet även var de som angrepp den första försvarslinjen. Vidare hade Hitler påbjudit att en omfattande stormeld skulle inleda offensiven. Hos 6. SS Panzer-Armee som var den nordligaste av de angripande arméerna hade man hörsammat påbudet om stormeld och började bombardemanget klockan 05.20 på morgonen, några timmar senare började infanteriförbanden angripa de amerikanska ställningarna. Längst i norr angrep 272. Volksgrenadier-Division och 326. Volksgrenadier-Division ställningar kring Monschau som hölls av 99th Infantry Division i syfte att rycka fram och erövra vägen från Elsborn till Eupen. Trots stormelden slogs anfallet tillbaka. Längre söderut anföll 12. SS-Panzer-Division "Hitlerjugend", 277. Volksgrenadier-Division och 12. Volksgrenadier-Division i riktning mot dubbelbyarna Rocherath och Krinkelt.
På avsnittet i centrum för offensiven hade Hasso von Manteuffel, chefen för 5. Panzerarmee, valt att inleda offensiven utan inledande stormeld; i stället infiltrerade infanterienheterna de amerikanska ställningarna
Den första veckan var framgångsrik, speciellt på 5 pansararméns frontavsnitt. Två regementen ur 106th Infantry Division som hållit frontlinjen vid skogsområdet Schnee Eifel inringades av 18. Volks-Grenadier-Division när man intog Schönberg, divisionens tredje regemente tvingades retirera mot Saint-Vith. Den 19 december stod det klart att det var omöjligt för de inringade regementena att slå sig tillbaka till amerikanska linjer och på kvällen kapitulerade båda regementena, cirka 8000 man gick i fångenskap. Detta var den största amerikanska kapitulationen i Europa. 5. pansararmén uppnådde ett genombrott och tyska 2. pansardivisionen nådde 24 december byn Foy-Notre-Dame, endast några kilometer från floden Meuse. Dock misslyckades man med att erövra den viktiga knutpunkten Bastogne som hölls av den amerikanska 101. luftburna divisionen. Bastogne kringgicks av tyska enheter men staden erövrades aldrig.
På den 6. SS pansararméns frontavsnitt gick det avsevärt trögare för tyskarna, delvis på grund av hårt amerikanskt motstånd, delvis på grund av olämplig terräng för pansarförband. Här uppnådde tyskarna inget egentligt genombrott med undantag för en stridsgrupp ur 1. SS Pansardivisionen Leibstandarte Adolf Hitler (Kampfgruppe Peiper).

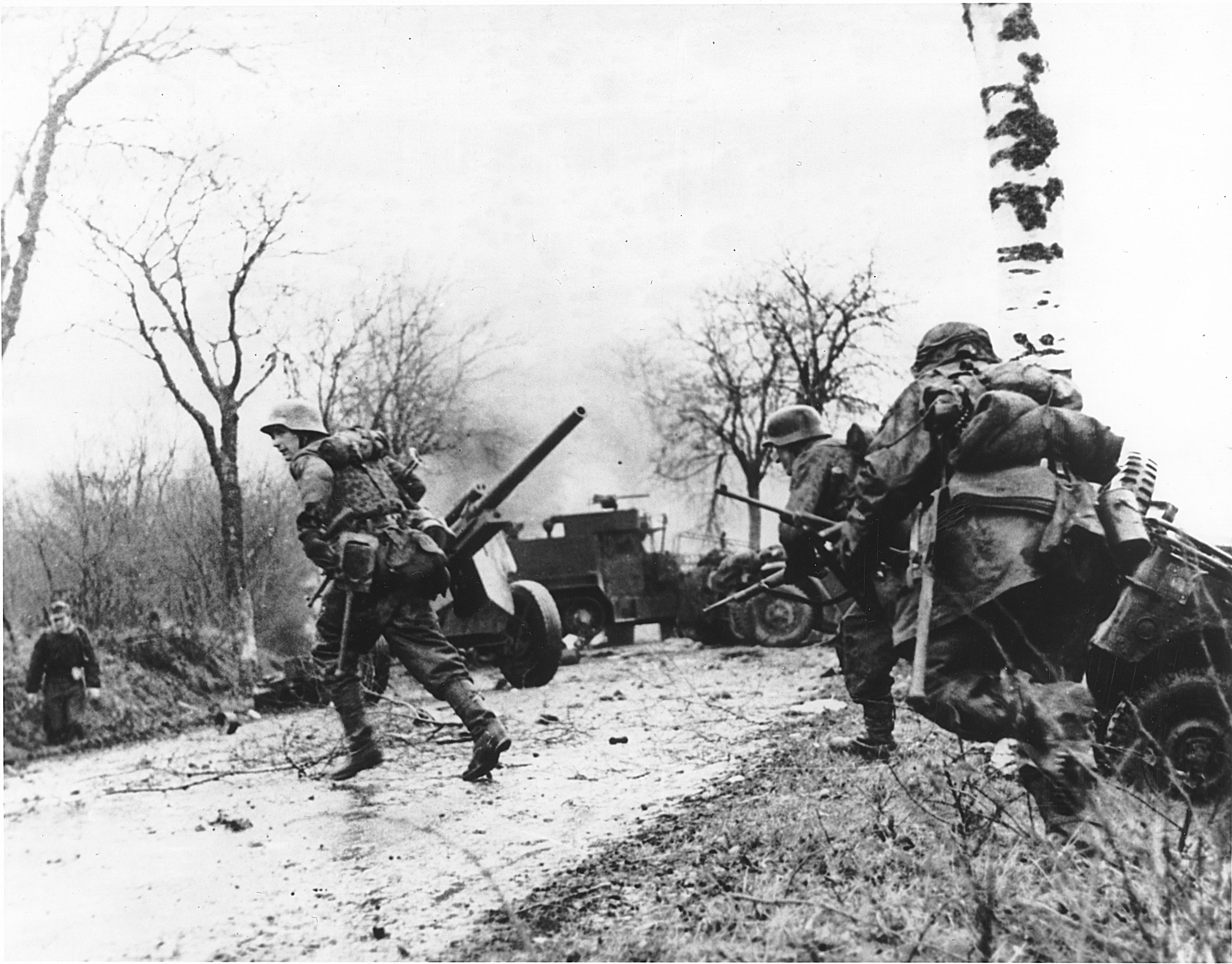
Tyska soldater framrycker under kraftiga strider bland övergiven amerikansk utrustning.

När de allierade hämtat sig från den första överraskningen gick de till motoffensiv, med bland annat den amerikanska 3:e armén under befäl av den dynamiske amerikanske generalen George S. Patton. Pattons 3:e armé lyckades snabbt ändra sin anfallsriktning och påbörja anfall mot tyskarnas södra flank, delvis i syfte att undsätta Bastogne. Bättre väder, vilket innebar att det allierade flyget kunde användas fullt ut, samt en allmän allierad överlägsenhet i numerär och underhåll pressade tyskarna tillbaka.
Kampfgruppe Peiper, som lyckats bryta igenom på det norra avsnittet, stoppades till slut av amerikanskt motstånd och brist på förnödenheter och inringades vid byn Stoumont. Detta tvingade tyskarna att överge alla sina tunga vapen och stridsvagnar samt genomföra en utbrytning till fots. Detta lyckades, men Kampfgruppe Peiper var som enhet förintad.

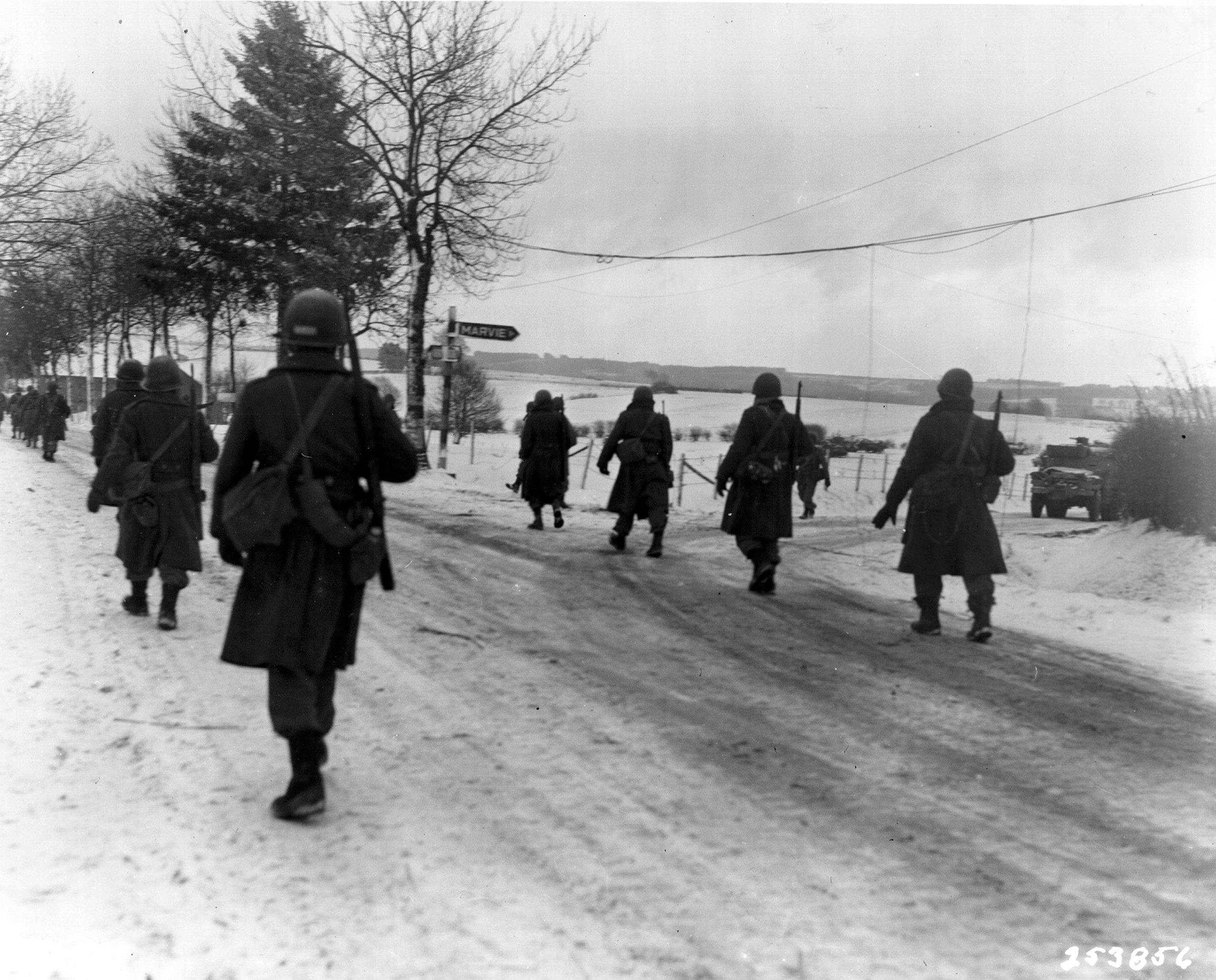
101. luftburna divisionen på väg ut ur Bastogne efter tio dygns belägring.

Redan kring 24 december insåg de högre tyska officerarna att offensiven hade misslyckats och ville avbryta den, men Hitler vägrade. I slutet av december och i början av januari stod de hårdaste striderna kring staden Bastogne, där flera av pansardivisionerna ur Waffen-SS koncentrerades. Även om striderna var hårda stod det klart att offensiven hade misslyckats. Cirka en månad efter offensivens igångsättande var tyskarna i princip tillbaka där de hade startat. De pansardivisioner ur Waffen-SS som deltagit sändes till östfronten, se Operation Frühlingserwachen.

## Slagets följder
Offensiven hade liten inverkan på det totala krigsförloppet. Visserligen vann tyskarna stora segrar de första dagarna, men i offensiven förbrukades de sista resterna av den tyska krigsmaktens strategiska offensiva förmåga samtidigt som man underlättade för den ryska framryckningen på östfronten. I det större perspektivet var troligtvis Ardenneroffensivens största effekt att den tyska fronten i Polen kollapsade i januari 1945 (se Wisła-Oder-operationen) eftersom större delen av de bäst utrustade tyska pansarförbanden satts in i Ardennerna, och således nedprioriterades förstärkningar och underhåll till östfronten.

## Krigsförbrytelser
Amerikanska enheter och enheter ur Waffen-SS gjorde sig skyldiga till omfattande brott mot krigets lagar, bland annat förband ur Waffen-SS-divisionen Leibstandarte Adolf Hitler (Kampfgruppe Peiper). Denna enhet gjorde sig skyldig till krigsförbrytelser, till exempel den omskrivna Malmedymassakern den 17 december.

## Ardenneroffensiven i populärkultur
Slaget har fått relativ stor uppmärksamhet i västerländsk populärkultur, film och strategispel. Att tyskarna satte igång en så pass stor motoffensiv i slutet av kriget, de tyska kommandooperationerna, det envisa amerikanska försvaret av Bastogne med mera förefaller ha skapat ett relativt stort intresse för slaget. Ardenneroffensiven har gett upphov till ett flertal datorspel och konfliktspel liksom filmer. Exempel på datorspel är Bulge (1985), Close Combat IV, the battle of the Bulge (1999) samt Decisive Battles, the Ardennes Offensive (1999). Exempel på brädspel är det strategiska spelet The Battle of the Bulge och "Kampfgruppe Peiper" ett scenario i det taktiska spelet Advanced Squad Leader. Filmen Battle of the Bulge (1965) är ett tidigt (och grovt historiskt inkorrekt) exempel på film inspirerad av Ardenneroffensiven, ett antal avsnitt ur den amerikanska serien Band of Brothers utspelar sig under Ardenneroffensiven (avsevärt mer historiskt korrekta), bland annat ett avsnitt från belägringen av Bastogne. Boken I månens klara sken (A Midnight Clear) av William Wharton, utgiven 1983 och baserad på verkliga händelser under tiden för offensiven, filmatiserades 1992 under samma titel som boken, med regi av Keith Gordon och med bland annat Ethan Hawke och Gary Sinise i rollerna. Den amerikanska filmen Saints and Soldiers (2005) visar Malmedymassakern. Filmen Straight Into Darkness utspelar sig också i anslutning till Ardenneroffensiven. Slaget är även relativt välbelyst i militärlitteraturen.

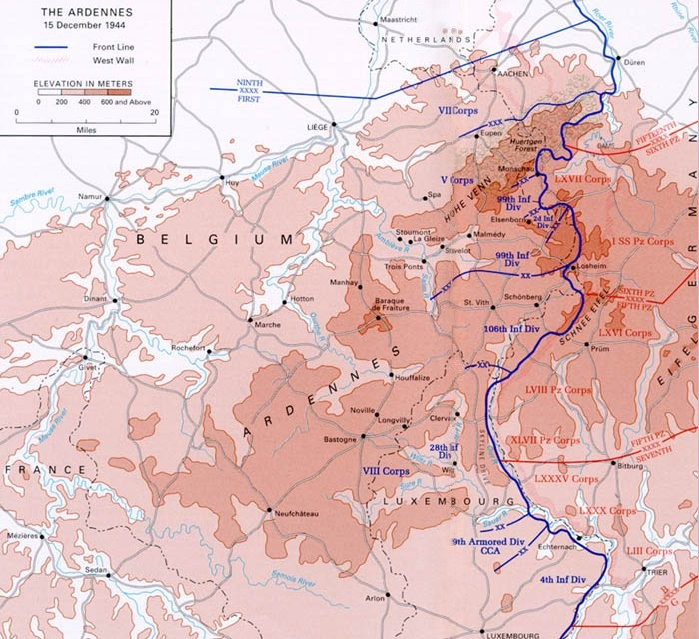
15 december 1944.
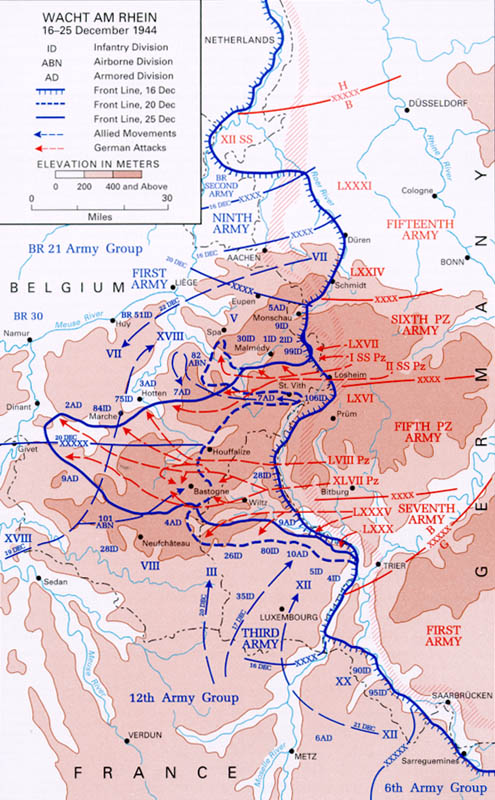
Andra halvan av december 1944.
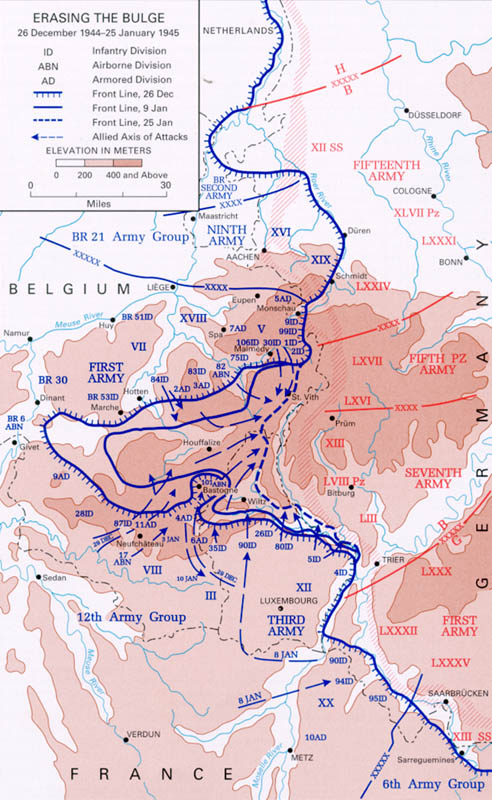
"Battle of the Bulge", december 1944–januari 1945.